# Beet Dien
Een Beet Dien (Hebreeuws: בית דין, Nederlands-Asjkenazisch: Beis Dien: 'huis van recht', mv. Batee Dien) is een rabbijnse rechtbank in het jodendom. 
In het verleden was het een hoeksteen van het wetssysteem in het oude Israël. Tegenwoordig wordt het voornamelijk gebruikt om religieuze kwesties te behandelen, zowel in Israël als in Joodse gemeenschappen over de hele wereld. Buiten Israel hangt het erg van de wetgeving af of de rechters van dit hof ook daadwerkelijk wat te zeggen hebben over zaken omtrent Joodse religieuze levenswijzen.
De voorzittende rabbijn van de Beet Dien wordt Av Beet Dien genoemd.